# Округ Лајон (Ајова)
Округ Лајон (енгл. Lyon County) је округ у америчкој савезној држави Ајова.

## Демографија
По попису из 2010. године број становника је 11.581, што је 182 (-1,5%) становника мање 2000. године.
| Група             | 2000.          | 2010.          |
| Белци             | 11.637 (98,9%) | 11.267 (97,3%) |
| Афроамериканци    | 11 (0,1%)      | 10 (0,1%)      |
| Азијати           | 18 (0,2%)      | 25 (0,2%)      |
| Хиспаноамериканци | 42 (0,4%)      | 212 (1,8%)     |
| Укупно            | 11.763         | 11.581         |